# 資優
資優是指先天性的、異於平常的智能。這種趋势從出生開始在其整个生涯内均有体现。而這種趋势並非指世間一般所謂的对外的成功，而是指其内在的「掌握學習方法的天分」和「與生俱來拥有的學習能力」。資優兒童的成長是非同步的，他們的心智成長速度總比身體的快。在發展的不同階段，特定的認知及情感功能偶爾會有不同的發展（或是有不同程度的差異）。有才華的，等下簡稱為才者（talented）一字多與資優（gifted）共同出現，例如資優．才者教育（GATE, Gifted and Talented Education） 等。資優是指全面性、學術性的才能，才智 乃指擁有藝術方面的才能。

## 對資優的錯誤認識
- 資優 （gifted）的語源是禮物（gift），由此可知它的本意是神或是天所给予的天赋，亦即生下来时神经系统就已具有的特征。从「资优精神上异于常人」这一角度而言，資優亦在「特殊教育」之範圍內。这种特殊教育可以發掘、提升资优的才能，卻不能把不是资优的人培养为资优。
- 通其一生觀之，資優在生涯裡均發揮著卓越的能力。與神童不同，「成人後只是普通人」的觀念並不適用。只有學前教育與早期教育明顯不能充分地支援其需要。
- 即使被稱為資優班，如選取學生時以學業成績為重心的話，接受應試教育的優秀學生亦可能越過資優，混雜在同一班級。高成就者（High achiever）也好，高能力者（Highly Capable）也好，事實上大中華地區以秀才為主。中国大陆地区普遍流传的「第十名现象」（一个班级日后做出最高成就的往往不是第一名而是第十名前后的学生）也体现了这一点。
- 資優的判定並不只限定於學業方面，而是在藝術或是領導才能方面有優秀的成果，又或是有綻放異彩的可能性。資優亦不限於成績優異及模範的學習態度。同時會有學業成績差，經過ADHD的診斷後進入特殊教育的事例[1]。
- 通过早期教育（比他人更早更多的学习、掌握知识）難以培养出资优。资优往往渴求着多种多样的知识给予他／她的刺激，常趋向于按自己喜好的学习方法在自己感兴趣的领域内不断深挖，因而才往往比其同龄人先一步登堂入室。这种主动学习和重视下一代教育的家长们把小孩送至早教班、给小孩买早教教材的被动学习不同。
- 不能因「孩子聰慧就好」而高興地放手不管。即使他們是資優，也會有精神上的衝突及苦惱，在心理健康及行為方面難免會出現問題。

## 判別資優的方法

### 大綱
作為現實問題的一項，由於有優於同級生的兒童存在，以往的學校制度無法完全地發揮本人的潛能。由于考虑到指导资优学生时有必要对其特殊照顾，教育机关将探索正式的资优鉴别方法作为一项重要的课题来研究。在20世紀时一般以智商測試作為判斷的標準，但近年智能研究理論开始质疑起了類似測驗的準確性。北美洲、歐洲等地大部分的學校均會找出資優學生，加入發揮其才能的學習內容，給予他們特殊的教育方式。资优教育的关键则在于找出这些资优人士（包括儿童和成人）。因此在了解资优的过程中，有必要注意不同机关对「资优」的不同定义。

### 資優的定義
現今的21世紀初，美國教育部在1993年發表的資優教育方案中的定義成為了一般的標準。Susan K. Johnsen著的《Identifying Gifted Students: A Practical Guide》中，書中敘述指出除了美國定義的領域之外，具有發揮高能力的可能性的兒童亦能被稱為資優：
需要對兒童、學生、青少年使用資優等字眼時，該人的智能、獨創性、藝術性、領導才能，或是特定的學術領域上能發現其驕人的潛能，如此意味著為了要讓其才能綻放便須給予特殊教育而非普通的學校教育。。
這個定義受到美國的州份、校網、學校等級全部或是部分採用，通常與下述德克薩斯州的例子有著類似的描述。
資優的學生較相同年齡、經驗、環境的兒童而言能夠達到更高的水準，或是擁有這種可能性的孩子。智能、獨創性或是藝術領域上有超卓的執行能力、高超的領導才能或是在特定領域中綻放異彩者。
普遍的資優定義均有以下共通點。
- 能力的發揮並不限於學業而是多方面的領域，例如智能、創造力、領導才能等。
- 與其他組別的比較，例如同樣受普及教育者或是同齡人士。
- 需要援助以發揮潛藏的天賦能力。

然而只憑以上三點，便會導致由於努力而得到高學習能力的優等生（High achiever）與資優的界線難以辨明。波蘭的心理學家卡齊米日·東布羅夫斯基提出，若不把對刺激的強烈反應及敏感度、自我批判能力、高度发展的精神、感情等，“向更高层次境界的人格”（High personality）发展的潜力作為資優定義一部分，定義就會顯得不充分。

### 測量方法
眾多學校為找出資優學生，會以其能力及可能性以各種方法作判定，包括學生的過去作品集、課堂上的觀察、完成度測試或是智商測驗等等。教育方面的專家多認為只使用一種測試方法無法準確地確定資優學生，故需要加以多方面綜合的判斷。

在智商測驗中得到比平均高一定範圍的分數便能稱為資優

作為測試方法其中之一，以智商測驗的結果作為評定標準。多數會以標準智商測驗分數的標準差給出的方差 σ2程度的分數作為界線，在界線以上的便能稱為高智能。也有使用此線作更多分級的情況。以下的例子是以標準差為15，比平均數更高的數字以標準差逐一分級。
- 智力較高：智商 115以上，六人裡一人，16%
- 中等資優：130以上，五十人裡一人，2.1%
- 高度資優：145以上，千人裡一人，0.1%
- 極度資優：160以上，三萬人裡一人，0.003%
- 完全資優：175以上，三百萬人裡一人，0.00003%

幾乎所有的智商測驗均不能組微且準確地計算出高度資優。儘管能夠判斷學生是否資優，然而以此判斷是什麼程度的資優則仍有不足。縱然韋氏智力測驗的最高值是160，但對象是以智商70-130的人為主，設計者亦承認極度偏離平均的人不適宜作此測驗。普遍而言，資優的智商值被定為130以上。隨著時代的進步而再沒使用的斯坦福-比奈智力量表L-M版是世上唯一能夠判定至極度資優和完全資優的測驗。可是，由於測驗方法已經過時，如今數值會出現誤差及不實的結果。現在則以史丹福-比奈智力測驗V版與韋氏智力測驗兒童版（WISC）第四版合併使用。門薩國際（Mensa）亦有提供智商測驗，然而十歲以下的兒童不能接受測驗。幼兒則會以教育心理學家的評語作為基礎並加以IQ的分數作評估。智商測驗較為偏向理科或是算術方面，故此藝術或文學方面資優的成績會較差。

## 資優的特徵
主流眼中的資優生會善於利用自身的特點，因此比同齡的人學習得更快、更深、更廣。資優兒童通常在孩提時代已經會閱讀文字，甚至與年長的孩子閱讀相同的刊物。趋向于拥有高強的論証能力、獨創性、好奇心、豐富的詞彙、優秀的記憶力等。往往只需很少的反复练习便能夠理解整體的概念。
即使是資優，亦不代表全部領域均會同等地優秀。例如有擅於解決邏輯問題却拼写不好字母者；亦有读写能力优于年级平均却不太擅長數學者等。就如同智障各有各的不同，資優亦有可能有各种不同的情况。
许多人只看重资优的智能这一方面，认为资优不过是在學習成绩、智能測驗上和他人有着量的不同。另一方面也有人认为資優與常人思考模式有本質上的差异，這種认知世界时的差异会对资优的全部人生经历产生影响。一種学说认为，因過敏的神經而引起的「過度激動」（OE，詳情後述）特質，導致資優者對社會、人生等事感受更強、更深、更長。正因為這種生理上的不同，即使资优者從學校畢業直至成人，资优仍不會消失。儘管資優成人大部分都不會被看待為特殊人士，可是他们依旧拥有高智能人士才会有的、對心理、社會及感情方面的訴求。

### OE（過度激動）
資優人士擁有近乎異常的熱情（但有例外，因為資優也會有內向的特徵）、極強的集中力，對他人而言是獨特的存在。儘管這種特質與注意力不足過動症、亞斯伯格症候群或是其他心理疾病的特徵相似，但資優教育的專家時而會引用Kazimierz Dąbrowski的人格形成理論「积极分裂理論」。形成积极分裂理论的核心的概念是面對刺激時的非同寻常的反應（OE Over-Excitabilities 過度激動）。這种性质的产生是由於神經的感受性較高，讓他們在生理上体验刺激較常人体验得更深，同時也是資優的特徵之一。
消极分裂即是脱离社会主流的生活方式，这意味着行为人丧失行为主体性。與此相反，积极分裂（Positive Disintegration）却意味着尽力從一般被動的人生脫離，努力尝试用更广的视野和更深的理解来看待原来的主流社会，不断探索更高層次的生活方式。面对主流社会，不断重复“统合——积极分裂——再统合”这一螺旋上升的循环的人，他们心中对自己與世界的认识会產生變化，他们会逐渐克服、解决自己心中的矛盾，形成自己的独特的生活方式，努力实现自己的理想。可是这一分裂過程中會伴隨著緊張、不安等精神上的痛苦。自我的掙扎牽動了深層感情，人生必經之事、日常的自省亦會成為得知理想世界與現實世界差距的機會。其後的利他意識或是道德觀念會隨此邁向新的境界，形成等級更高的人格。
Dąbrowski提出，短時間的單純感情並不會對人格成長有重大影響，包含負面感情的重大情緒波動才會带来改变人生的戲劇性轉變，導致积极分裂的出現。即是精神上的痛苦是在提升人的精神层次时所不可或缺的，而这种深刻的感情作用最能影响OE。資優兒童經常處於平均以上的敏感精神狀態，並非只會帶來學習或工作的傑出成就，日常的一切活動均會讓精神出現特異的反應。有一学说认为，資優者從出生時便經常将外部、內部雙方的刺激用自己不断发展的精神来感受，他们體驗更為深邃廣闊，持續內省。这便是引領他們迅速成长的要素之一。
Dąbrowski把過度激動（OE）劃分為五種。
1. 心理動作的過度激動：普遍給人「静不下来、頭腦轉得很快」的印象，不只是經常多動，說話的速度亦很快，話題會一下子跳的很遠，因為腦不斷在動而睡不著。这些展现了心理動作的過動。
2. 感官的過度激動一詞便能表示的性質，擁有過敏的感官，對於耀眼的光、高音量、氣味、觸覺等給予感官的刺激會有過剩的反應。會因襪子的皺紋或是衣服的標籤而感到不快，亦有因鄰室時鐘的時針走動音而無法集中的例子。敏锐的感性，可能在孩提時代就已會导致其因目睹絕景而屏息，或是因名曲而落淚等。
3. 想像的過度激動：擅長隱喻等如詩的表現。擁有能揶揄為「童話國家的居民」般程度的強勁想像力，時而會被看作「注意力散渙」。樂於浸淫於白日夢之中，對於昨夜的夢境會有過剩的反應。在英語国家會被稱為"think out of the box"（不被傳統框子規限的獨創想法），並且在該地作為良好能力之一獲得讚賞。
4. 智能的過度激動：普遍廣為人知的資優特徵。喜歡追求知識、研究問題、邏輯分析或是探索真實。故此喜歡有關科學、紀錄片的電視節目，拼圖、智力遊戲等。
5. 情緒的過度激動：擁有多種的感情表現，並會出現「戲劇性」的反應。較常人更愉快、更悲傷、更不滿、更驚訝、更恐慌、更有同感。會代入強烈的感情，責任感、自省行為也非常強烈。有一定经验的资优能如镜子般即时读取对方的感情并产生共鸣。

何種的過度激動較強因人而異。例如擁有高度感官的OE的資優者會對於外界的刺激極為敏感，其中一些感官OE甚至会因此難於集中工作，故此都避免往混雜或混亂之處。另一方面，亦有资优感官OE過低，能夠無視一切障礙集中思考或工作，甚至可說是喜歡置身於五官的刺激之中，并在此情況下也能有優秀表現。過度激動的程度愈強，每天的生活強烈體驗愈多，特別是想像、智能、情緒上過度反應的人，會比常人體會更深邃的日常生活、更強烈地感受到人生苦樂。

## 雙重特殊，資優和其他情緒行為障礙的交互關係
雙重特殊（twice-exceptional）也稱為是学障资优生，是指兼具資賦優異及身心行為障礙者，身心障礙人口中有3%~5%具有雙重特殊的特質。雙重特殊學生是指在學業、智能、創造力、領導能力、視覺、空間或表演藝術等領域中，有一個項目或以上表現優異；而同時也符合顯著明確的知覺溝通障礙（學習障礙）、情緒障礙、肢體障礙、感官障礙、自閉症、或注意力缺陷過動症（ADHD）等障礙的標準者。

## 精神、社會上的問題

### 由過度激動導致之問題
東布羅夫斯基認為高度的過度激動，有體會到最愉悅與最悲痛的兩方情緒的可能性，絕非輕鬆的人生，故以「悲劇的禮物（Gift，天降之禮物）」示之。
OE過強便會對特定刺激有過剩的反應，顯得與眾不同。例如感情波動甚大的多愁善感者，由于感官尖銳因一点小事就会感到不快，便被人貼上神經質的標籤。即使反应没有表面化，也会由于自己的内心而无法自然做出社会普遍认可的行为，考虑对方的感情、需求、反应而使得自己的行为不太连贯；他们经常会驱使自己反思自己的对人距离和反社会行为，往往在社交中难以感到满足。与之相反，为回避对感情和感官的刺激而離開一集團的资优，之后便會被評為難以相處。在這種狀態下的憂鬱（與慢性的憂鬱症相異）或是名為自卑的負面感情，會因OE的關係而有更強烈的感受，使人有失去自己心灵避风港的的危险。

### 憂鬱情緒
資優與憂鬱症或是自殺並無顯著關係。Reis與Renzulli的研究有以下描述「除了寫作或是視覺藝術方面較為傑出的獨創性資優青少年外，資優者也與常人有同樣患上憂鬱症的機會。資優的感官能力較為發達，因較他人更敏感而被孤立，因此較易引發與社會的或是自我精神上的問題。可是，他們擁有的高強解難能力、社會能力（Social skills）、道德判斷（moral reasoning）、对學校以外事物的興趣、以及對成就的滿足感會讓他們更為愉快。」此外，關於自殺率的問題，仍然沒有研究證明資優與其有何關聯。
可是，普遍認為資優較多陷入情緒低谷。以擔憂抽象之事如死亡的命運、渺小的獨立存在、缺乏人生意義等為契機，资优較他人更容易感到不安的特性容易加速资优的忧郁状态。此外，資優人士較容易感到存在焦慮（Existential anxiety）。

### 孤立
資優因OE的關係會有奇怪的舉動，由于其與同輩的精神年齡或是嗜好不同，因而找不到志同道合的朋友，亦與同輩疏遠。由于討厭外界的刺激、以及為了更认真地理解人生而变得内向、频繁自省，資優會傾向選擇獨自一人。
特別是對缺少人際網路的資優而言，孤立是最嚴重的問題。為了討好他人、得到他人認同，資優會嘗試隱藏自身才能。可能會成為低成就者（參考下述），與家人及值得信賴的人會有高雅的對話，而與同級生則會以簡單的語句對話，扮演著與本來的自己相異之角色。。此問題較常見於資優女性身上。
孤立並非因為其身为資優，而是社會對資優的想法導致此結果。在社會裡人不「普通」不可的想法给人带来了巨大的心理负担。資優會被視為異族而被加上烙印，成為欺凌的對象，或是出現討厭自己或自卑的傾向。為了解決孤立問題，資優教育的專家推薦把相同嗜好及能力的資優劃分為一組；愈早加入組別，愈能避免孤立現象的發生。。
在歐美有實行資優教育的私立學校。在美國，從公立以及私立重点学校轉到資優專屬的私立學校的學生不計其數。有的專門私立学校的选拔标准不同于公立学校的资优班。畢業生多會选择進入如常春藤盟校等知名大學，而這些資優專門學校並非重点学校，只是應資優的需要提供细分服務的學校。學校會以資優的孩子能夠發揮自己的最大潛能，並讓其才能綻放異彩為先。進入資優專門學校的资优終能找到知同道合的好友，亦不必再扮演「常人」的角色，從而提升了廣義的生活質量。一般的資優專門學校需要付上巨額學費，只有少數孩子能受惠於此。

### 低成就者
資優學生擁有的問題亦包括低成就（Underachievement）。與智商測試比較，當學生的成績優良的便被稱為「高成就」（Overachievement）；相反則被稱為「低成就」（Underachievement）。明明完成度及以邏輯評價的測驗都取得優異成績，卻不斷出現欠功課、缺課、缺席等情況。綜觀而言，學生已從教育過程中脫離。原因是逃避社會上的孤立或是與同級生、朋友同化的壓力、讓資優缺乏學習意欲的授課內容、支離破碎家庭環境等。。其餘的還有情緒上的抑鬱、不安、逃避失敗的情緒、反抗、退縮（刺激過敏）、不協調、憤怒等個人感情的原因。。
因為有低成就者不會同時有學習障礙與資優兩種性質的誤解，有学习障碍的资优有时会被漏诊而失去了接受特殊教育的机会。普遍而言，即使全科的成績表現仍是高於平均水平，只要各科成绩差据有標準差σ1的程度便能算是學習障礙。
資優擁有範圍廣闊、深入及快速學習的性質，因而只是增加了學習量、難易度的「快班」或是加速了学习进度的跳級並不能實際上解決問題。參加基於低成就的資優孩子的能力及興趣而設的增潤課程（Enrichment Programme）便是其一解法方法。增潤課程是考慮到學生的精神健康，再下一番功夫讓學生能够感兴趣地學習的課程。因此它指的是包含多方面的、有发展性的授課與一对一指导的課程。

### 完美主義
完美主義同是資優人士常見的精神問題之一。留意D. E. Hamachek的論文便可發現關於完美主義的特定行動可分為六種。
1. 情緒上抑鬱（並非慢性憂鬱症）
2. 受到「應該這樣做」的心情苛責
3. 羞恥與罪惡感
4. 為保面子的行動
5. 膽怯且拖拖拉拉
6. 自卑感

與孤立問題一样，完美主義是女性比男性更易出现的問題。
資優的孩童以自己的精神年齡（自己的思考程度）作為標準，本来就与身體年齡不相稱了，再加上完美主義就更為痛苦了。儘管能夠理解，卻因人生經驗不足，難以執行與精神年齡同级别的行動而飲恨。此外，尚未达到自己能力极限的資優因為任何事情都能做好而缺乏失敗的機會，因而助長了完美主義。

### 不均衡
資優孩子的成長往往並非同步。肉體追不上精神的成長速度，經常能观察到認知、感情等機能中不同部分间的非均衡发展。婴幼儿期認知發展的非均衡裡，最為人所知的是阿爾伯特·愛因斯坦。他直至三歲仍未能說話，其後卻流暢地說話，完全地追回落後的進度。關於此點，腦神經的研究者Steven Pinker認為，以愛因斯坦为代表的、语言能力发展迟缓的资优者成人后做出很大成就这一事实，并不意味着「他们的成就与年幼时的语言发展迟缓无关」、「虽有缺憾终有所成」、「语言发展迟缓是一种智力残疾」什么的，而是天才的才能與言語發展遲緩的共存是他们發展上的本來形態。
資優除了精神與身體、部分的感覺器官與其他部分發展的不同步、擅長的領域與不擅長的領域之外，OE強的领域与弱的领域亦表現了其不均衡。無論什么人的发展都是不均衡的，但因為資優擅長的部分與OE的反應比一般人要強，故此不平衡的部分差距也非常大。在「发展不均衡」这一点上有共通之处的资优，每人的不同之处亦甚多，需要为每个个人度身訂造一個適合他們的教育環境與學習計劃。

### 資優與其他類型的不同
資優的定義一变，資優班的选择標準便會随之一变。例如以学习成績选择的話，資優與高成就者（即是秀才，成績優秀者）按學力分便會在同一位置。可是达成同样结果的過程、亦即學習方法與目的均有不同。秀才擁有堅忍的毅力及明確的目標，依著規則努力溫習；相對於憑努力而獲得高學力的秀才而言，資優是被那求知的衝動驅使，徹底調查並吸收有關感興趣的事情之知識，並且加以運用的結果。把兩类人群混為一體，掛名為資優的升學班出現了。有人认为此類班级未能帮助資優孩子，因而反對；也有人认为提供讓資優孩子接觸與己相異類別之學生的多元化環境更好，因而贊成。
儘管在對知識的好奇心這點上，資優與天才非常類似，然而天才的字眼帶有神灵附体、奇怪舉動或怪人的意思，或是為了含糊地指代难以名状的实例。資優一词给人基於客觀的數據及冷靜的判斷的印象。相比於天才一詞——以「優越于常人」这个义项——在多種事物上被濫用变成了通俗词汇的情况，資優是在教育學及心理學裡使用的學術用語。由此所有資優都能言為天才，而只有符合资优定义的天才才在資優的定義範圍內。
同時也有無法確實地認定的曖眛個案。基本上並沒有把患有自閉症，同時伴有智能障礙及優秀能力的學者症候群納入資優一列，然而擁有強烈感情、驚異的集中力、高智商的亞斯伯格症候群患者當中也有不少人符合資優的定義。此外，亦有部分資優生傾向以自我學習作為獲取知識的主要途徑。亞斯伯格症候群的孩子能否納入資優一列或是進入發展障礙班別，是要依照學校及專家的判斷。例如把半天時間用於通常的班級，資優方面設有學習課程，發展障礙方面則有輔導及療法；兩方面也能接受個別指導。
以美國為例，資優的定義在州與校網各有不同。一些學校純粹以資優生為對象，餘下空缺時才錄取高成就者（優等生）。普遍而言，因為有預算及學校編排等問題，在資優被认为是搞学力歧视而遭受非难的地區，以資優及成績優秀者（Gifted and High Achiever）、上級（Advance）、優等（Honors course）、高能力（Highly Capable）、優秀（Academic Excellence）等稱謂代替資優，而大部分學校取錄的並不限於資優，亦會選取成績優秀的學生。以學業判斷的話，即使是天生的資優學生亦未必能得到協助。
由此，误诊為學習障礙或是發展障礙兒而察覺不了其是資優的話，就會破壞了發揮其強大潛在能力的機會；相反，某些被發覺是資優兒，卻可能由于無法發覺其相稱的表現（對特定領域的高度專注及興趣），因此使自尊心被傷害的案例。因學校的定義或審查標準、專家的誤診等，恐怕會作為一種外在干預，讓資優兒的學習環境出現巨大的改變。

### 週遭人們的理解
在特殊教育中大多因為資優的高智商、高能力而延遲對其援助。智商屬於低水平的人固然需要支援，然而在平均以上的孩子亦有接受援助的權利。由於資優兒童中也有人会恰恰因资优而出現各种各样的問題，故此需要他人伸出援手。可是，「這麼聰明就別諸多挑剔，已經得到這麼多的人不必以公帑來協助他們獲得更多」等類似想法令支援資優的教育出現障礙。
通常，接受資優教育者均是在智商測驗獲得高分數且品行良好者，因此沒有雙親討厭孩子被資優計劃取錄。實際上也有以資優孩子為傲的父母。然而暗中為自己的資優孩子尋找最適合的教養方法的雙親，總會讓孩子進入普通班級而非資優班，情況允許的話便會選擇私立學校或是在家自學。思考讓孩子發揮最大才能的方法、為了滿足旺盛精力及其好奇心而給他们其學習课题、教導控制激烈感情的技巧、以取得平衡而非只著重擅長領域為目標、教育他们不傲慢、不因先天的敏銳感官而易於產生主觀性被迫害妄想，不被社會孤立，亦不要無視人作為獨立個體要生存於社會所需的人性陰暗面。既尊重孩子的獨創性及獨立精神，又绞尽脑汁让孩子能夠有一個幸福豐盛的人生。擁有資優孩子的煩惱，在其他人看来不过是資優兒父母的炫耀或「奢侈的烦恼」，这也有时讓資優兒父母陷入被孤立的窘境。故此資優兒父母亦與資優孩子同樣，需要擁有一個資優兒父母的人際網路。

## 东亚地区资优教育为何不流行？

### 日本
在资优教育大发展的欧美诸国，也有许多日本人的孩子在当地接受资优教育。其中也有家长虽以资优为傲，却极其厌恶「异于常人」「独特」「怪人」之类的表达方式。在保持学习成绩的前提下同化于一般大众这一心理压力，对于资优儿童而言是很难受的。另外也有人虽喜欢资优这一闪光的标签，却不认可资优精神上的特异性，不愿置身于特殊教育之下。这是因为有一种想当然和偏见，以为特殊教育＝智障教育。日本国内资优的定义并未深入人心，这是因为欧美看重「机会平等」而日本看重「能力平等」，日本认为每个人的个人才能皆是自身的努力，而欧美更倾向于认为才能基于血缘的遗传。这一区别类似于「先天与后天」争论。上智大学加藤幸次认为，欧美和日本对人看法的不同点如下：
欧美很早就引入了按学生掌握层次分别指导（能力分組教育）的制度，已经一般化了。很多人也都说过，通常欧美人认为，人与人成长、发育过程中有差异是理所当然的。与之相对，日本人则认为“勤能补拙，只要努力，大家都能（或者说都应该）达到同样的水平”。其实，欧美连「掌握层次」这个词都不说，他们直接说「能力区别」。这里的能力指的就是生来内禀的能力。他们就按学生能力的不同分别指导。与之相对，日本的“掌握层次”这个词暗含着“只要‘学而时习之’，不论是谁都能达到一定的水准”的意思。

## 外部連結
- 资优网－小学数学学习网站 （页面存档备份，存于）
- 和英之友《天才寶寶》關懷資優兒專刊 （页面存档备份，存于）
- 香港教育城資優專欄
- Gifted or ADD?
- Miami-Dade magnet
- Stephanie S. Tolan Dabrowski's Over-excitabilities: A Layman's Explanation （页面存档备份，存于）
- Radboud University Nijmegen "Gifted Education in 21 European Countries"